# Beuvronne
La Beuvronne est une rivière d'Île-de-France, qui traverse le département de Seine-et-Marne, et un affluent en rive droite de la Marne, donc un sous-affluent de la Seine.

## Géographie
La longueur de son cours d'eau est de 23,90 km.
La Beuvronne prend sa source dans la commune de Cuisy (au nord du département), c'est-à-dire dans la région de la Goële. Son cours a une orientation sud-ouest au départ, puis, il oblique vers le sud et enfin vers le sud-est. Elle se jette dans la Marne au niveau de la localité d'Annet-sur-Marne, dans le département de Seine-et-Marne.
La Beuvronne appartient donc au bassin versant de la Seine par la Marne.
Une partie de sa vallée (cours inférieur) est empruntée par le canal de l'Ourcq.

### Affluents
La Beuvronne a 10 affluents référencés  et 10 sous-affluents :
- la Biberonne, (12,23 km) en rive droite ;
  - le ru de Thieux, (3,78 km) ;
  - le fossé 01 du Moulin de Villeneuve, (2,42 km) ;
  - le ru du Pre de Vilaine, (2,39 km) ;
    - le fossé 01 des Malbarreaux, (1,74 km) ;

  - le fossé 01 des Noues de Compans, (1,34 km) ;
- le ru du Rossignol, (5,40 km) ;
  - le ru de la Maquerelle, (2,25 km) ;
- la Reneuse, (5,32 km) ;
  - le ru des Cerceaux, (4,59 km) ;
  - le cours d'eau 01 de la Commune de Claye-Souilly, (2,70 km) ;
    - le fossé 02 de la Commune de Claye-Souilly, (2,67 km) ;
- le fossé 01 de la Courtilière, (3,42 km) ;
- le cours d'eau 01 de l'Eau Raide, (2,61 km) ;
- le ru Botteret, (2,26 km) ;
- le ru de l'Abîme, (1,68 km) ;
- le ru du Gue, (1,60 km) ;
- le fossé 01 de Richebourg, (1,46 km) ;
- le ru de Beauvais, (1,12 km).
  - le fossé 01 du Plessis-aux-Bois, (1,79 km) ;

Donc, le rang de Strahler est de quatre.

### Autres toponymes
- Ru de la Fourcière ;

## Communes traversées

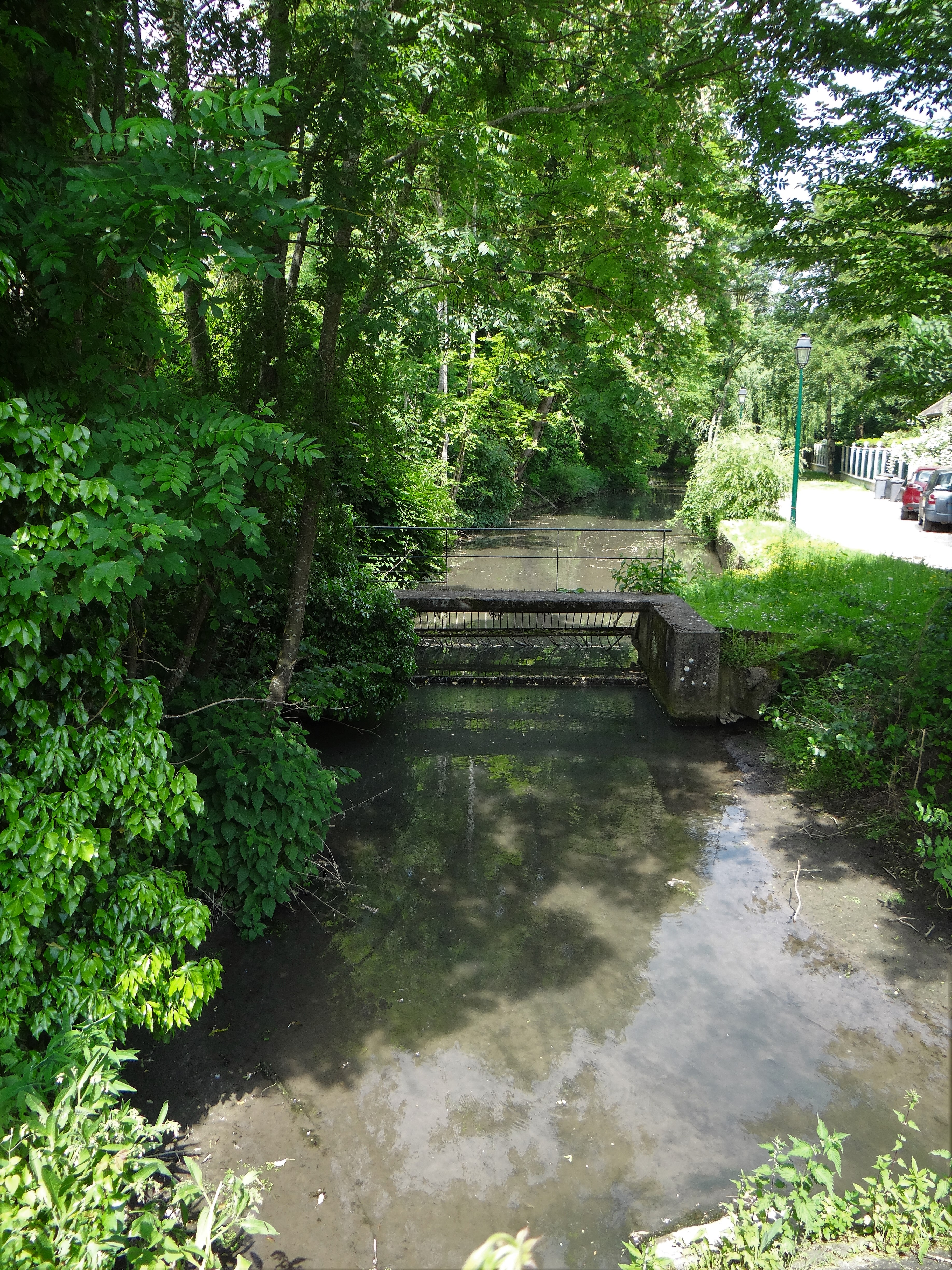
La Beuvronne à Gressy.

La Beuvronne traverse quinze communes, soit d'amont vers l'aval : 
Cuisy, Le Plessis-aux-Bois, Le Plessis-l'Évêque, Montgé-en-Goële, Vinantes, Nantouillet, Thieux, Saint-Mesmes, Compans, Messy, Gressy, Claye-Souilly, Fresnes-sur-Marne, Annet-sur-Marne, Jablines, toutes situées dans le département de Seine-et-Marne.

## Bassin versant
Son bassin versant  s'étend sur 207,6 km2 et est constitué à 68,35 % de « territoires agricoles », à 11,96 % de « forêts et milieux semi-naturels », et à 20,12 % de « territoires artificialisés ».

## Hydrologie
Le débit de la Beuvronne a été observé durant 21 ans (1968-1988), à Compans, localité du département de Seine-et-Marne située sur son cours moyen et assez éloignée de son confluent avec la Marne. Le bassin versant de la rivière y est de 97,6 km2 (soit un peu moins de la moitié de sa totalité).

Le module de la rivière à Compans est de 0,413 m3/s.
La Beuvronne présente des fluctuations saisonnières de débit peu marquées. Les hautes eaux se déroulent en hiver et au début du printemps. Elles se caractérisent par des débits mensuels moyens allant de 0,495 et 0,582 m3/s, de janvier à avril inclus (avec un maximum en février). Dès le mois d'avril, le débit baisse doucement, et ce jusqu'aux basses eaux d'été qui ont lieu de juillet à septembre inclus, entraînant une baisse du débit moyen mensuel allant jusqu'à 0,282 m3/s au mois d'août, ce qui reste très consistant. Mais les fluctuations de débit sont plus prononcées sur de courtes périodes ou selon les années.
Aux étiages, le VCN3 peut chuter jusque 0,130 m3/s, en cas de période quinquennale sèche, soit 130 litres par seconde, ce qui est toujours bien loin d'être sévère.
Les crues sont rarement très importantes, même compte tenu de la taille modeste du bassin versant de la rivière. Les QIX 2 et QIX 5 valent respectivement 2 et 3 m3/s. Le QIX 10 est de 3,7 m3/s et le QIX 20 de 4,4 m3/s. Quant au QIX 50, il atteint 4,4 m3/s.
Le débit instantané maximal enregistré à Compans durant cette période débutant en 1968, a été de 4,47 m3/s le 7 juin 1982, tandis que la valeur journalière maximale était de 3,42 m3/s le 20 mai 1978. En comparant la première de ces valeurs à l'échelle des QIX de la rivière, il ressort que cette crue était d'ordre vicennal et donc destinée à se reproduire en moyenne tous les 20 ans environ.
La Beuvronne est une rivière peu abondante. La lame d'eau écoulée dans son bassin versant est de 134 millimètres annuellement, ce qui est très largement inférieur à la moyenne d'ensemble de la France tous bassins confondus (320 millimètres), ainsi qu'à la moyenne du bassin de la Marne (274 millimètres en fin de parcours). Le débit spécifique (ou Qsp) de la rivière atteint 4,2 litres par seconde et par kilomètre carré de bassin.

## Étymologie
"Beuvronne" vient du Gaulois *bèbros « castor » (cf. ancien français bièvre), suivi du suffixe -o, -one de présence. Ce même mot gaulois est à l'origine du nom de l'affluent de la Beuvronne, la Biberonne, et de la Bièvre, qui se jette dans la Seine, à Paris. À l'époque antique de nombreux castors vivaient dans les cours d'eau et zones marécageuses de l'actuelle Île-de-France.